# Kup teraz
Kup teraz – polska komedia filmowa z 2008 roku w reżyserii Piotra Matwiejczyka. Okres zdjęciowy trwał od 17 stycznia do 17 czerwca 2008 (film zrealizowano w ciągu 25 dni zdjęciowych).

## Obsada
- Piotr Matwiejczyk jako Piotr
- Dawid Antkowiak jako Dawid
- Beata Lech jako Beata
- Paulina Zgoda jako Paulina
- Paweł Wawrzecki jako ojciec Piotra i Dawida
- Ewa Ziętek jako matka Piotra i Dawida
- Emilia Krakowska jako babcia Piotra i Dawida
- Irmina Pilarska jako Irmina
- Teresa Sawicka jako matka Pauliny
- Anna Pupin jako Anna
- Dominik Matwiejczyk jako Dominik
- Jeremi Wolski jako Jeremi
- Paweł Kozioł jako Paweł
- Piotr Żukowski jako Żuk
- Marcin Dorociński jako sierżant Władysław
- Mirosław Baka jako bohater filmu dvd
- Robert Makłowicz jako profesor

i inni